# RAG2
Recombination activating gene 2 protein (neboli RAG-2) je protein nálezající se ve zrajících lymfocytech, který je kódovaný genem RAG2, který leží na lidském chromozomu 11. RAG2 spolu s proteinem RAG1 tvoří V(D)J rekombinázu. V(D)J rekombináza je enzymový komplex nutný k procesu V(D)J rekombinace, procesu důležitého při vytváření rozmanitého repertoáru genů pro imunoglobuliny a T buněčné receptory. Proto je RAG2 protein zcela nezbytný pro vznik zralých B a T lymfocytů.

## Struktura
RAG2 protein má na délku 527 aminokyselin. RAG2 má velmi podobnou strukturu u všech živočichů, u kterých dochází k procesu V(D)J rekombinace. Jeho exprese přímo koreluje s aktivitou V(D)J rekombinace a je tedy exprimován pouze v nezralých lymfoidních buňkách. Zatímco množství RAG1 proteinu je konstantní v průběhu buněčného cyklu, množství RAG2 proteinu je nejvyšší v G0 a G1 fázi a během vstupu do S fáze je tento protein urychleně degradován  Tento mechanismus slouží k regulaci V(D)J rekombinace a zamezení případné genomové nestabilitě, která by mohla být vyvolána nadměrnou aktivitou RAG1 a RAG2 proteinu.

## Funkce
RAG2 je jedním z hlavních složek tzv. RAG proteinového komplexu, jehož úkolem je štěpení vlákna DNA během V(D)J rekombinace. Tento komplex rozeznává konzervované rekombinační signální sekvence (recombination signal sequences; RSS) na DNA a zde pak vytváří dvouvláknové zlomy v DNA. Toto je výsledkem činnosti proteinu RAG1, druhé komponenty komplexu. Tento protein má katalyckou aktivitu a je to tedy ta část komplexu, která se váže k DNA vláknu a která je schopna vytvářet zlomy ve vláknu. Naopak RAG2 není přisuzována žádná endonukleázová aktivita, nejspíše se ani neváže na DNA vlákno. Přesto RAG1 není schopný rekombinace v absenci RAG2, RAG2 je tedy zcela zásadní pro jeho enzymatickou funkci a plní funkci tzv. kofaktoru. Jeho primární funkcí je interakce s RAG1 proteinem a aktivace jeho endonukleázových funkcí. Také mu pomáhá rozpoznávat RSS a snižovat možnost nespecifické vazby na DNA. 

## Mutace RAG2
Jak bylo již zmíněno, RAG2 je zcela nezbytný pro maturaci B a T lymfocytů. Proto mutace genu kódující tento protein mohou vést k těžkým poruchám imunitního systému. Mezi nejznámější imunodeficience spojované s poruchou RAG2 patří SCID a tzv. Omennův syndrom. Omennův syndrom je lehčí forma SCID. Funkce RAG komplexu je v důsledku mutace RAG2 snížena, ale přesto je stále funkční. Je charakterizován absencí cirkulujících B lymfocytů, ale dochází k vzniku malého množství oligoklonálních T lymfocytů, které infiltrují kůži.

## RAG2 knockout myš
V roce 1992 byla vytvořena tzv. RAG2 knockout myš. Tento myší kmen má inaktivovaný gen pro RAG2 protein a u homozygotů nedochází k procesu V(D)J rekombinace. Tím pádem se u nich nevytvářejí žádné zralé B a T lymfocyty. Jelikož v těchto myších není přítomná žádná populace B ani T buněk, jsou tyto myši často užívané v různých imunologických studiích, například při onkologickém výzkumu, transplantacích či při výzkumu vakcín.